# Squeak
Squeak é uma linguagem de programação, derivada de Smalltalk por um grupo da Apple Computer, que incluía alguns dos desenvolvedores originais de Smalltalk.  Seu desenvolvimento foi continuado pelo mesmo grupo, na Walt Disney Imagineering, onde a linguagem era feita com o propósito de ser usada em projetos internos da Disney.
Squeak é executado em uma máquina virtual (VM), permitindo um alto grau de portabilidade. O sistema Squeak inclui código para gerar uma nova versão da VM na qual é executado, juntamente com um simulador de VM escrito em Squeak.
Squeak é orientada a objetos e reflexiva. Está disponível para muitas plataformas, e programas produzidos em uma plataforma executam identicamente em todas as outras plataformas.